# Sarkis IV (ormiański patriarcha Konstantynopola)
Sarkis IV (ur. ?, zm. ?) – w latach 1679–1680 34. ormiański Patriarcha Konstantynopola.